# Vincent Brugeas
 (septembre 2018).
Vincent Brugeas est un scénariste de bande dessinée français né le 5 juin 1985 à Eaubonne. 

## Biographie
Après avoir obtenu une maîtrise en histoire contemporaine de l’université de Cergy-Pontoise en 2005, Brugeas rédige des scénarios de bande dessinée. En 2008, il devient bibliothécaire. En 2010 paraît l'album Block 109, une uchronie de 200 pages sur la Seconde Guerre mondiale. Ryan Lovelock participe à certains tomes. La série, qui compte sept albums, est terminée.
Brugeas publie ensuite une série d’anticipation : Chaos Team ainsi qu'un thriller médiéval avec Le Roy des Ribauds (avec Ronan Toulhoat au dessin). 
En 2017, il rejoint les éditions du Lombard pour traiter, au travers de The Regiment, d’un autre sujet de la Seconde Guerre mondiale : l’histoire vraie de la création du S.A.S dans le désert nord-africain. De même, avec Ronan Toulhoat, il entame une nouvelle série nommée Ira Dei, pour les éditions Dargaud.

## Œuvres
Comme scénariste :
- Block 109, éditions Akileos, 2010
- Étoile Rouge, éditions Akileos, 2010
- Opération Soleil de plomb, éditions Akileos, 2011
- New York 1947, éditions Akileos, septembre 2011
- Ritter Germania, éditions Akileos, avril 2012
- Chaos Team tome 1.1, éditions Akileos, février 2013
- Chaos Team tome 1.2, éditions Akileos, septembre 2013
- Chaos Team tome 2.1, éditions Akileos, mai 2014
- S.H.A.R.K., éditions Akileos, février 2014
- Le Roy des Ribauds, Livre I, éditions Akileos, janvier 2015
- Le Roy des Ribauds, Livre II, éditions Akileos, janvier 2016
- Maruta, éditions Akileos, mai 2016
- Le Roy des Ribauds, Livre III, éditions Akileos, septembre 2017
- The Regiment, l'Histoire vraie du SAS, Livre I, éditions du Lombard, octobre 2017
- Ira Dei, l'or des Caïds, 1/2, éditions Dargaud, janvier 2018
- Conan le Cimmérien, tome 2 : Le Colosse noir, éditions Glénat, mai 2018
- The Regiment, l'Histoire vraie du SAS, Livre II, éditions du Lombard, octobre 2018
- Ira Dei, la part du Diable, 2/2, éditions Dargaud, septembre 2018
- La République du Crâne, éditions Dargaud, février 2022
- Cosaques, Tome1, Le Lombard, mars 2022
- Tête de Chien, avec Ronan Toulhoat et Yoann Guillo, Dargaud, mai 2023